# География островов Тристан-да-Кунья

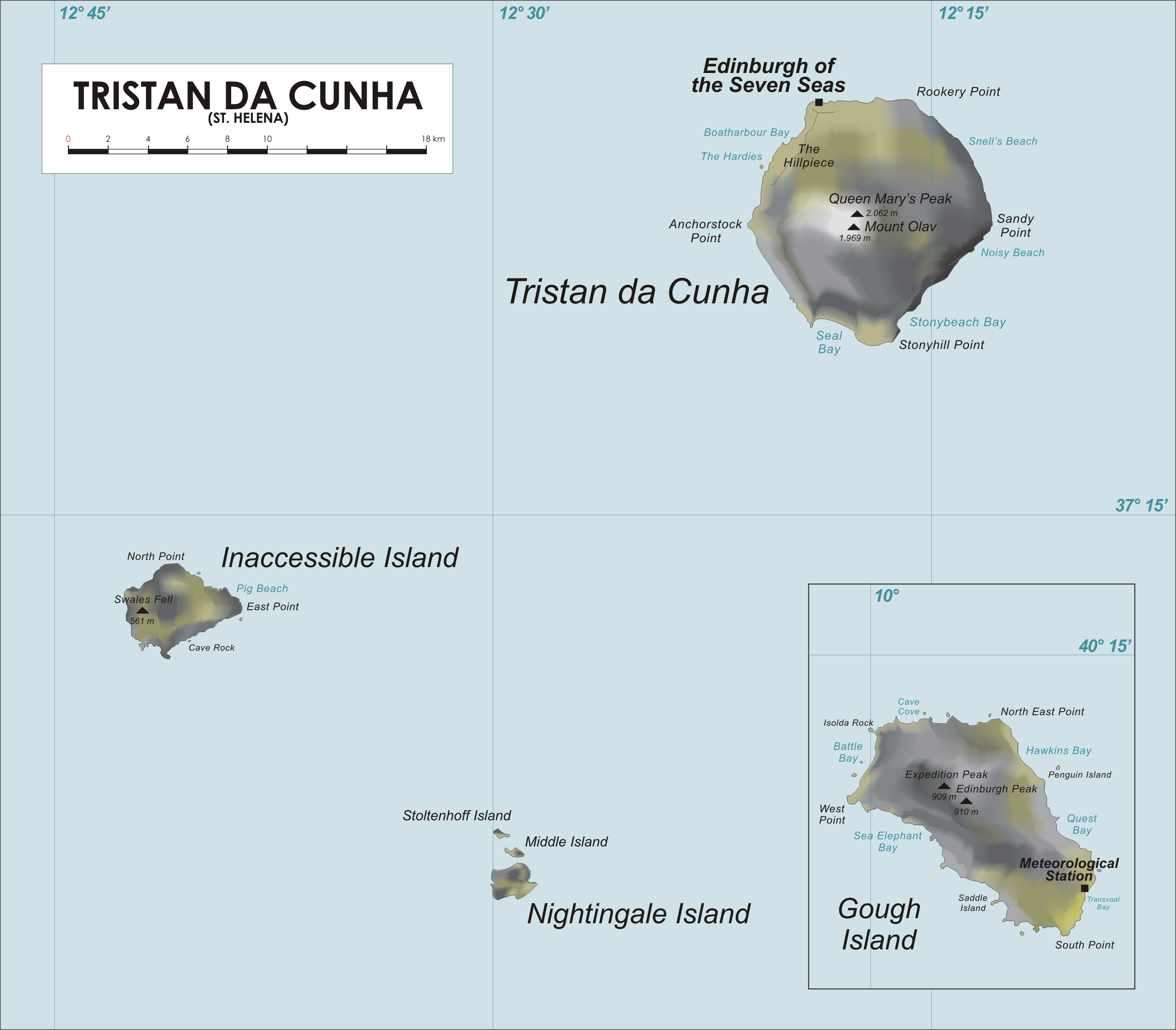
Карта группы островов Тристан-да-Кунья (включая остров Гоф)

Острова Тристан-да-Кунья — архипелаг, состоящий из пяти островов, расположен в южной части Атлантического океана. Самым крупным островом является Тристан-да-Кунья, второй по величине отдалённый остров Гоф. Острова Тристан-да-Кунья входят в состав британского владения Острова Святой Елены, Вознесения и Тристан-да-Кунья.

## Расположение и описание

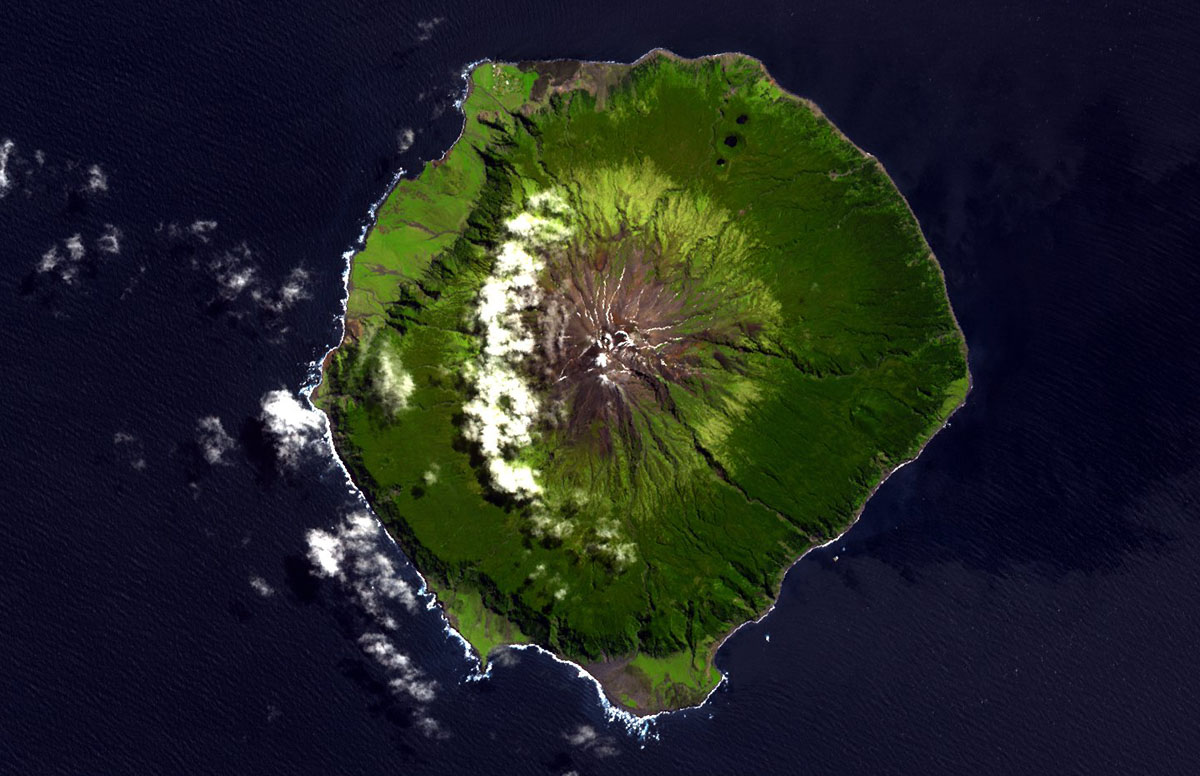
Острова Тристан-да-Кунья

Архипелаг, расположен на расстоянии 2500 км от материков Африка и Южная Америка. Состоит из следующих островов:
- Главный остров, также носящий название Тристан-да-Кунья. Единственный остров с постоянным населением. (37°06′ ю. ш. 12°16′ з. д.HGЯO) — 98 км²
- Неприступный (37°19′ ю. ш. 12°44′ з. д.HGЯO) — 14 км²
- Найтингейл (Соловей) (37°25′ ю. ш. 12°28′ з. д.HGЯO) — 3,4 км²
  - Найтингейл (Соловей) — 3,2 км²
  - Миддль — 0,1 км²
  - Стольтенхофф — 0,1 км²
- Гоф (Диего-Альварес) (40°19′ ю. ш. 9°55′ з. д.HGЯO) — 68 км²
- Множество мелких островков и скал.

Главный остров довольно гористый, единственная равнина расположена на северо-западном побережье около столицы — Эдинбурга семи морей. Самая высокая точка — вулкан, названный Вершиной королевы Марии, высотой 2062 м. Вулкан покрыт снегом.
Климат — морской, прохладно-умеренный с небольшими перепадами температур, летом и зимой, днём и ночью температура — 11,3° — 14,5°. Сэнди-Пойнт, находящийся в низине, считается самым тёплым и самым сухим местом на острове.

## Флора
Даже на крошечных островах имеется растительный покров. На крупных островах растут папоротники и мхи. Флора архипелага включает в себя множество эндемичных видов, многие имеют циркумполярное распределение в южных частях Атлантического и Тихого океанах. Таким образом, виды, которые встречаются на островах Тристан-да-Кунья, произрастают также и на таких отдалённых местах, как Новая Зеландия. Например, вид Nertera depressa был впервые собран на островах Тристан-да-Кунья, но с тех пор вид также зарегистрирован и на Новой Зеландии.

## Фауна
На архипелаге обитают виды морских млекопитающих и птиц, например субтропический морской котик, южный морской слон. Виды пингвинов, обитающих на островах: северный хохлатый пингвин и золотоволосый пингвин. Острова — это место для гнездования морских видов птиц. На острове Гоф гнездятся 20 видов птиц. К морским видам, гнездящимся на архипелаге, относят следующие: Diomedea dabbenena, Tristan thrush,
Nesospiza acunhae, гофская овсянка-роветтия, Gallinula comeri, Pterodroma incerta, тристанский пастушок. Рептилии, амфибии, пресноводные рыбы и наземные млекопитающие не обнаружены (кроме завезённых человеком мышей и крыс). Много видов птиц, гнездящихся на островах Тристан-да-Кунья, изображены на почтовых марках.